# Bluffton (Minnesota)
Bluffton és una població dels Estats Units a l'estat de Minnesota. Segons el cens del 2000 tenia 210 habitants.

## Demografia
Segons el cens del 2000, Bluffton tenia 210 habitants, 76 habitatges, i 56 famílies. La densitat de població era de 29,3 habitants per km².
Dels 76 habitatges en un 46,1% hi vivien nens de menys de 18 anys, en un 65,8% hi vivien parelles casades, en un 5,3% dones solteres, i en un 26,3% no eren unitats familiars. En el 26,3% dels habitatges hi vivien persones soles el 13,2% de les quals corresponia a persones de 65 anys o més que vivien soles. El nombre mitjà de persones vivint en cada habitatge era de 2,68 i el nombre mitjà de persones que vivien en cada família era de 3,27.
Per edats la població es repartia de la següent manera: un 33,3% tenia menys de 18 anys, un 3,3% entre 18 i 24, un 31% entre 25 i 44, un 14,3% de 45 a 60 i un 18,1% 65 anys o més.
L'edat mediana era de 34 anys. Per cada 100 dones de 18 o més anys hi havia 94,4 homes.
La renda mediana per habitatge era de 31.250 $ i la renda mediana per família de 33.958 $. Els homes tenien una renda mediana de 28.125 $ mentre que les dones 17.000 $. La renda per capita de la població era de 12.105 $. Entorn del 6,6% de les famílies i el 8,6% de la població estaven per davall del llindar de pobresa.

## Poblacions més properes
El següent diagrama mostra les poblacions més properes.